# 白の皇国物語
『白の皇国物語』（しろのこうこくものがたり）は、白沢戌亥による日本のライトノベルおよびそれを原作とするメディアミックス作品。

## 概要
インターネット上の小説投稿サイト「小説家になろう」で、縹渺世界シリーズの一作として2009年よりオンライン小説として連載開始。それが出版社の目に止まり、2011年にアルファポリスから出版された。イラストはマグチモが担当している。
2013年1月から同出版社より不二まーゆによるコミカライズのWebコミック連載も行われている。2014年6月から新レーベル「アルファライト文庫」として文庫版の出版も開始された。2019年3月時点でシリーズ累計部数は57万部を記録している。
書籍化に伴い、小説家になろうの連載は単行本1巻から5巻にあたる皇国動乱編がダイジェスト版に置き換えられた。連載には、同じく縹渺世界シリーズの『白の皇国物語：fragment』という外伝がある。
2016年6月1日に改定された小説家になろうの規約に沿って改稿を実施したものの、9月2日に運営より本編が削除された為、掲載の場をアルファポリスに移した。

## あらすじ
何事も諦めがちな青年が命を落としたが、龍が空を舞い魔法と科学が共存する異世界で生まれ変わる。
「白」として選定されアルトデステニア皇国の皇位継承者となった青年レクティファールは、概念兵器「皇剣」をその身に受け入れ、傾いた国を立て直していく。
そして、まるで彼の登場に合わせたかのように世界は激動の時代へ。

## 登場人物

### アルトデステニア皇国

#### エルヴィッヒ家（皇と妃）
レクティファール　<レクティファール・ルイツ＝ロルド・エルヴィッヒ>
本作の主人公。異世界からの転移者。メリエラに保護され、皇剣を受け継ぎ皇太子（摂政）となった。髪は白色で白銀の龍眼をもつ
皇剣と一体化したことにより人間でなくなり「兵器」となる。皇剣による「最適化」により、転移前の名前を始め詳しい記憶は封印されてしまった
レクト・ハルベルン
お忍びで騎士学校などに行くための仮の身分。ハルベルン家養子の三男でウィリィアの弟という設定。肩書きは陸軍中尉
メリエラ・リリ・リンドヴルム　<メリエラ・ルイツ＝レジーネ・エルヴィッヒ>
龍族。白龍公カールの娘。レクティファールを巡ってリリシアとは犬猿の仲。レクティファールと騎乗の契約を結び、後に結婚（白龍皇妃）
ウィリィア・ハルベルン
龍人族。ハルベルン家アルフォードの娘で、メリエラの義姉（侍女）。龍虎戦役以降、近衛機甲乙女騎士団に配属される
メリエラと共に、ただのレクティファールを知る数少ない人物。レクトがハルベルン家の養子になったことで、レクティファールの義姉となる。後にレクティファールと結婚（騎士妃）
武装は「岩窟龍断ち」の銘をもつ巨大な鋸剣。同じ龍人族のグロリエに破れ再起を誓う
リリシア
四界神殿の巫女姫。ミレイディアの妹。後にレクティファールと結婚（第一妃）
アリア　<アリア・ルイツ＝グリピア・エルヴィッヒ>
高級な「花屋」から派遣されてきた蕾（処女）の姫。後にレクティファールと結婚（花の妃）離宮で行儀見習いの教室を開く
フェリエル
龍族。紅龍公フレデリックの娘で双子の姉。軍医大佐。リケジョのメガネ娘。レクティファールと騎乗の契約を結び、後に結婚（紅龍皇妃）
ファリエル
龍族。紅龍公フレデリックの娘で双子の妹。軍医少佐。レクティファールと騎乗の契約を結び、後に結婚（紅龍皇妃）
リーデ・アーデン
近衛軍大尉で摂政付き参謀。26年前の帝国戦役で戦死した英雄ガリアン・アーデンの娘。メガネ娘。後にレクティファールと結婚（参謀皇妃）
フェリス・ルル・レヴィアタン
龍族。蒼龍公マリアの義娘。騎士学校の士官候補生。軍艦マニア。実はマリアの孫であることが発覚する。レクティファールと騎乗の契約を結び、後に結婚（蒼龍皇妃）
オリガ・ロロ・ニーズヘッグ
龍族。黒龍公アナスターシャの娘。幼名タチアナ。小柄な体格に似合わず大食いで黒蜂蜜の麦麺（パン）が好物。レクティファールと騎乗の契約を結び、後に結婚（黒龍皇妃）
マティリエ・ロト・リズル・アクィタニア・アルマダ
獣人族。新生アルマダ帝国領アクィタニア王国第一王女。後にレクティファールと結婚（帝国帝孫姫）（末っ子姫）
真子（もこ）
イズモ信州連合内親王。盲目。知識と光を与えてくれる瑠子を親友と思っている。後にレクティファールと結婚（イズモ内親王妃）
瑠子（るこ）
九尾を持つ狐の獣神（穢神）瑠子に憑依していて、時折体を入れ替わる
その正体はイズモ初代帝の后。封印されていたが、イズモ先帝妃の胎内にいた真子に憑依した。光を奪ったはずの自分を、友とすら呼んでくれる真子に親しみを感じている
エインセル
グラッツラー伯姫。エリザベーティア復活の「器」として育てられたため、エリザベーティアとは半身・分身の関係にある。後にレクティファールと結婚（グラッツラー巫女）
エリザベーティア
アルトデステニア皇国第3代皇王。皇剣適合率が高く、皇剣で山を切り裂き湖を造ったという伝説をもつ剣の姫。方向音痴
出自は神獣イペイラポスを奉る巫女。皇王の責を放棄して逃亡したが、精神と皇剣の分離に失敗。イペイラポスがエインセルを器に復活させようとしていた。後にレクティファールの剣闘精霊として付き従う
リリスフィール
異世界の管理機構。一〇〇時間戦争の発端となった軍勢と共にこの世界に飛ばされてきた。管理していた世界の崩壊により、己の価値をレクティファールに求め、爪武精霊として付き従う
名前をもたず「邪鬼（デモニカ）」「邪鬼神（ザハーク）」「偉大なる煉黒の神」などと呼ばれていたが、レクティファールに降った際にマリアの母「リリスフィール」の名を貰った

#### 四公爵家
カール・フォン・リンドヴルム
龍族。白龍公。千数百歳。四公爵の宮内序列筆頭。内乱収束に向けて奮闘する。重度の親馬鹿
マリア・ヴィヴィ・フォン・レヴィアタン
龍族。蒼龍公。寡婦。四公爵最年長。フレデリックとの年齢差は千を超える。ぺったんこ（水種の特徴）カールやフレデリックを手玉に取る女傑。レクティファールに入れ込む
アナスターシャ・フォン・ニーズヘッグ
龍族。黒龍公。寡婦。人の姿では四龍公の中では一番小さいが龍の姿では最大。人の姿は娘のオリガと瓜二つ。また同じく大食いで好物も同じ。レクティファールに入れ込む
フレデリック・バルガ・スヴァローグ
龍族。紅龍公。恐妻家で親馬鹿。短気。ゲルブ、エーリケ、シヴェイラ、オリガとは同世代の幼馴染。後にレクティファールの下で世界最強の称号を手にする
ケルブ・レヴィアタン　<ケルブ・アリッツ・フォン・レヴィアタン>
龍族。レヴィアタン公爵嫡子。シヴェイラと駆け落ち、出奔した先で死亡したとされていたが、実は帝国の研究施設に囚われていた。レクティファールに救出される
シヴェイラ・スヴァローグ
龍族。フレデリックの妹でケルヴの妻。帝国に囚われていた。ケルヴと共にレクティファールに救出される
エーリケ・フォン・リンドヴルム
龍族。リンドヴルム公爵嫡子でメリエラの異母兄。女好きで自由奔放な性格。航空教導軍所属の撃墜王
リン・フェオ　<レイリンシア>
混血種。空軍の騎兵候補生。実はアルバンライツ騎士国第一姫。外交問題になるも、エーリケと結婚
リトフェニア
紅龍公第一公妃。元軍憲兵隊
ティルフェニア
紅龍公第二公妃。元軍憲兵隊

#### その他
ミレイディア・キール・ルプスブルグ＝ヘルメ
四界神殿の総大主教。リリシアの姉
ハイデル・ツー・リッテンハイム
始原貴族重鎮。外国軍誘因の罪を問われ五親等までの一族死刑（族滅）を言い渡されるも、レクティファールが罪を預かり宰相に任命された。腰痛もち
アストリア候タチアナ
始原貴族。内乱の処分を受けた上で情報院特別顧問に任命された
ミッドガルド候アルブレヒト
始原貴族。内乱の処分を受けた上で新たに皇国領土となった旧帝国領のノールトヴェンツェル辺境伯領領主に任命された
ガラハ・ド・ラグダナ
ダークエルフ族。陸軍中将。パラティオン要塞防衛軍司令官。皇国随一の勇将。リーデの後見役。龍虎戦役の後は北方国境守備軍総司令官となる
ルキーティ・フェル・フェアリオス
妖精族。皇王府総裁。国家特別審議官。初代皇王の友人で皇国史2000年の生き証人。第7代皇王より皇王府総裁を拝命し在任450年。皇王府の財布を預かる経済学の権威。商聖と崇められた故ジェイムの弟子
第一次文明の人工衛星にアクセスできるなど、謎多き人物
アルフォード・ハルベルン
龍人族。白龍公家忠臣ハルベルン家の当主。ウィリィアの父。近衛軍訓練教官
ルイーズ・ハルベルン
ウィリィアの母。天然
マリカーシェル・ド・リア・マセリア
人間族。近衛軍第一特別護衛旅団旅団長。侍女准将。レクテファールに「後宮で最も美しき女性」と呼ばれる。初心
ルミネアール・ヴァイル・ルッシュテイン
吸精族。予備役侍女准将。第一特別護衛旅団の前副旅団長でマリーカシェルの先輩。レクティファールの皇王即位により復役し夜警総局長官に就任
マルファス
外務院総裁。黒髪と紅瞳をもつ吸精種。122歳
ガーラント
軍務院総裁。ドワーフの老人
キャベンディッシュ
国民議会議員。国民議会の実力者
ベルファイル・ハウサー
近衛元帥。近衛軍総司令官
ゲルマクス・ツー・ヴィートリッヒ
陸軍元帥。陸軍総司令官（大将軍）
イザベル・ヴィヴィ・エールステン
海軍元帥。海軍総司令官（大提督）蒼龍公マリアの異母妹
アレックス・ハルペー
空軍元帥。空軍総司令官（大総統）
エル・カリュケイオン
海軍少将。軍教育総監
タキリ・イチモンジ
第5代皇王ナギ＝イチモンジの末裔。イチモンジ家現当代。皇国騎士学校の候補生総長でレクティファールの妃候補
ルーラ・パリュン・フォズ・キャストール・レヴィアス
機人族。一等奏任官で、レクティファールの首席秘書官（情報管理官）機人族の中でも特に冷徹の女性
ルフトシェーラ・ビル・ゼヴィアント
妖精族。西方総軍第九軍司令官。陸軍中将。一〇〇時間戦争の際には統合防衛司令官として異世界からの軍勢を迎撃した。ガラハも渋顔の猛将
ウィルチ・フォード
蒼龍公家臣。海軍大尉。騎士学校でフェリスに対抗意識を燃やす。後に少佐に昇進し、潜航母艦によって構成される海軍第十三艦隊の参謀に任命された
ゲオルギウス
天狼山脈に眠っていた巨神の一柱。サイクロプス。ムジョルニア稼動により漏れ出た魔力で目覚める。レクティファールと殴り合いの末、渓谷に架かる大橋守護の協定を結ぶ
ヘイパス
グラオン平原にいる巨神の一柱。デステシアの子。巨神最年少。殴り合いの末、第二代皇王が皇国守護の協定を結んでいる
デステシア
グラオン平原に眠る元巨神。剣鎧帝。その昔、世界を再構築するために生み出された播種八氏族のひとつ。その名は「運命」を意味し、皇国の国名「アルトデステニア」の元になった
初代皇王と皇国守護の盟約を結ぶ。それに従い、2000年の時を経て一〇〇時間戦争の際に目覚め参戦した

#### 歴代皇王
初代 <シュウ>
建国皇。旧アルマダ帝国に独立戦争を仕掛け戦い抜き、皇国を建国した。家名は妃のひとりからヴィクトルを名乗る
実はレクティファールと同じく「平和な世界」から転移してきた異界人。まだ不安定だった皇剣と一体化した影響で、若くしてこの世を去った。ルキーティの想い人
2代 <フィリップス>
戦いが不得手。先代から皇都要塞の構築を引き継ぎ完成させた
3代 <エリザベーティア>
上記
4代 <ル＝ガルド>
余りにも早く即位しすぎて揉め事になった
5代 <ナギ＝イチモンジ>
皇国に亡命した、イズモ神州連合の帝の系譜。その血筋を巡ってイズモと戦争になった。結果元同胞を虐殺してしまったことに苦悩し、一族に「イチモンジの使命」を遺す
6代 <ゼーゲン>
ナギ＝イチモンジの子。「白」と世襲が合致した極めて珍しい例。母の影響で女性恐怖症。南レムリア事変において初動対応に失敗した
7代 <マリエル>
元奴隷。女性の社会進出政策を積極的に進めた
8代 <エーネンファウベ>
宥和政策により外交の安定を図った
9代 <無名皇>
「白」でない皇王。8代皇王の息子。皇王崩御の際次代の「白」が発見されていないという異常事態が起こり、超法規的に暫定即位した。愛国者だったが無能の働き者。内乱中に謎死する
内乱終結後に四界神殿により皇籍を剥奪され、名前を始めすべての記録からその存在を抹消された。そのため無名皇と呼ばれる
10代 <レクティファール>
上記

### その他の国家・部族
アルストロメリア民主連邦
イノーウィック・ノルディング
連邦下院の野党議員。皇国の支援を受けて連邦の融和政策を推し進める。元映画俳優。後に連邦大統領
新生アルマダ帝国
グロリエ・デル・アルマダ
龍人族。20歳。帝国第十三皇女で帝位継承権二四位。先祖返りした圧倒的強さをもつ戦狂姫で、帝国最強戦力
武装は「神殺しの神剣」の銘をもつ巨大な剣。旧帝国時代に開発された、一二〇〇キログルームもの装甲機兵搭載の対神族用兵装
帝国最強の第三軍集団を含む帝国東部辺境領鎮定軍を率いて皇国に攻め込むも、あと一歩のところで策源地ウィルマグスが陥落し敗退。レクティファールをライバルに大きく成長していく
カリーナ・ヴォル
龍人族。グロリエの祖母。人間族ではないが戦場での功で准将まで上り詰めた。娘がクセルクセス十世の妃になったことで帝室の末席になる。グロリエを成長させたレクティファールを高く評価している
クセルクセス十世
人間族。帝王。血みどろの帝位争いを経て帝王になった。高齢者。斜陽の帝国を憂いている
アクィタニア王国
ディトリア・ファス・アルマダ
人間族。アクィタニア王国国王。アルマダ帝国第一皇子。家族への暗殺未遂も起こるような帝位争いに嫌気が差し、獣人族の妃と子を守るために継承権を放棄し帝国の辺境小国であるアクィタニア王国に隠居した
皇太子時代は次代の帝王に最も近いと言われていたほどの傑物。帝国の衰退と乱世を感じ取り、レクティファールの元に娘息子を預ける決断をする
リール
獣人族。王妃。月狼の獣人族だが戦功ある帝国英雄。夫ディトリアの帝位争いにより毒を盛られてしまう
マイセル・ファス・アルマダ
獣人族。第一王子にして国王世子。皇国の皇立学究院に留学が決まっている
マティリエ・ロト・リズル・アクィタニア・アルマダ
獣人族。第一王女。その他、皇国エルヴィッヒ家の項目参照。
氷狼族
アロンズ
白狼山脈氷狼族の長。融通が利かない堅物
グードルデン
白狼山脈氷狼族の青年。時折人の姿で麓の村に降りているという変わり者。氷狼族では珍しい黒に近い毛色をしている。龍虎戦役では皇国軍別働隊を先導した
イズモ神州連合
正周（まさちか）
帝。真子の兄。真子から光を奪った瑠子を憎んでいる
雪嶺宮和周
親王。真子の兄
瀬川戸前守道雅
帝都に近い領地をもつ新興貴族。国の将来を憂いて決起するが、レクティファールとともにイズモ執政に任命される
グラッツラー伯国
イーサン
王。愛娘エインセルを護るため奔走する
イペイラポス
神獣。伯国を守護する土地神の一柱で、その姿は巨大な鹿。何者かの陰謀により休眠を妨げられ、皇都を襲撃してしまう
パルヴァティア王国
パルヴァティア十二世
パルヴァティア王国国王。通称「海賊女王」
ロンディア
パルヴァティア十二世の長女。ウィダールの姉
ウィダール
パルヴァティア十二世の長男
リューク
パルヴァティア王国を守護する神獣。元は周辺海域を縄張りにしていたが、王国の守護獣として王宮に隠居している
ガイエンルツヴィテ
ゲオルグ・シュパンヘイム
皇国騎士学校に留学しているガイエンルツヴィテの騎士。レクティファールに決闘を申し込む
ベルシア・シュペンヘイム
ゲオルグの妹で、ガイエンルツヴィテの憲兵。レクト・ハルベルンの婚約者
マルドゥク王国
パトゥーリア
有翼人種。マルドゥク王国第三王子（第四王子）クーデター発生の際は連邦に留学中で難を逃れ、正統政府を率いる
レイヴン・ゲート・ガリウエド
有翼人種。23歳。腐敗した王国を憂い、軍部を率いてクーデターを起こした廃王子（第一王子）幼少の頃出逢ったウィリィアを迎えるため、皇国との同盟を餌にウィリィアを要求する
グルジ・ハイレンベルグ
有翼人種。マルドゥク王国空中騎士団の生みの親にして、王国を西域三国の一角にまで押し上げた立役者。文武に秀で、西域の歴史に深く精通した文化人。レイヴンの育ての親

## 国家
作中の皇国暦2000年代初頭を現代と表記する

### アルトデステニア皇国（皇国）
またの名を白の皇国。主人公が治める国。元首は皇王。首都はイクシード。アルマダ大陸東部に位置する。2000年の歴史を持ち、建国の経緯もあって世界最大の多種族国家。人口はおよそ5000万。領土に龍脈を多くもち、それにより土壌が肥沃で鉱物資源・魔法材料が豊富。そのため魔法材料の加工を初めとした魔導関連技術において有数の大国。 通貨単位はギル、補助貨幣はリッツ。政治体制は君主制（寿命や価値観が多種多様なため、皇王を頂点とした皇王の下での平等を謳う）国是は「如何なる者も生きることが出来る国を」　上層部による密かな国是は「いつか終わるかもしれない世界を、いつか始まるかもしれない世界を見に」
アルマダ大陸有数の大国だが、第9代皇王の継承問題により政治経済が混乱し、支持貴族の横暴・始原貴族の反乱・西方連合諸国の介入により内乱状態となった
皇王
皇国の国家元首にして唯一の絶対権力者。世襲ではなく「白」の資格のみを唯一の価値観として皇位の継承を行うため、君主制でありながら血統による世襲ではない（例外もある）
外交権や司法権など国家のあらゆる権利を無制限に占有し、また国家と国民のために無制限の義務を負っている
皇太子
選出された次代の「白」が拝命する官位。皇王の直接指導の下で皇剣を学び、場合によっては摂政として国政に関与する
基本的に世襲でないため、皇王の実の子は皇太子とは呼ばれない（6代皇王ゼーゲンのような例外もある）
妃
皇王と婚姻した女性の官位。負う責任によって正妃と側妃に別れるが、皇位継承が世襲でないためそれほど違いはない。正妃は後宮に、側妃は離宮に住む。歴代の皇王には、まず巫女姫と四龍妃が正妃として輿入れする習慣がある。
君主制の例に漏れず、皇王家も一夫多妻制。寵愛や政略結婚などで後宮は常に賑やか。レクティファールの戴冠と同時に婚姻した正妃側妃12人を特に「十二妃」と呼ぶ
妃は政治相互不干渉が法によって定められている。
国家機関
皇王の有する権利を貸し与えられ、それを代行している
皇王府
皇王の私有機関。長は総裁で「皇府」と呼ばれる
皇国第二の政府と言っても過言でない巨大な組織。予算の99%を皇王の私有財産から拠出していて政府から半ば独立している。皇立の名をもつ商会・機関を多数傘下に抱えている
議会
皇王の輔弼機関。議会は皇王に法案を上奏する権利を持つ。貴族議会と国民議会の二院制。一応の皇国の立法機関だが、実際は自領に引き篭もりがちな多種族に無理やり国政への関心をもたせるための方便
貴族議会
貴族で構成されている議会。世襲制で男爵以上の各家当主で構成される
国民議会
選挙で選出された国民で構成されている議会。議員は勲爵士に叙せられる。任期6年。被選挙権は国籍取得から30年以上の国民に与えられる。議員経験者は軍人以外の公職に就けない
任期中の働き次第では任期満了時に爵位が与えられるため、平民が貴族に成り上がる数少ない機会のひとつ
宰相
内務院・外務院・軍務院を総括する文官最高位で、「親任官」として三院を皇王より預かる。常設ではなく皇王や摂政により必要に応じて任命される
内務院
国内行政を担当する行政官庁。長は総裁
外務院
外交を担当する行政官庁。長は総裁
軍務院
軍事を担当する行政官庁。長は総裁
財務庁
国家予算を管理する官庁
司法院
司法を担当する官庁。長は総裁
情報院
情報機関のひとつ。皇王府や軍の諜報機関と共に皇国の諜報戦を担う
衛視庁
いわゆる警察。内務院と軍務院の外局で、国内の警務を担当する官庁。地方ごとの責任者に地方衛視監を置く
刑事検察庁
いわゆる検察。内務院と外務院の外局で、検察事務を担当する官庁
元帥府
皇王の最高軍事顧問機関。陸海空近衛の四元帥で構成される
近衛軍
皇王の私有軍。陸海空三軍の部隊をもつ軍に再編成され、即応軍として生まれ変わる
正規軍
皇国軍は動員数や予備兵力が他国と比べて低く、また融和外交の方針により国土防衛軍としての「守り」の軍だったが、レクティファール戴冠や世界情勢の変化により、近衛も含めて外征軍への転換を進めている
具体的には、機械化などの質の向上・事前集積船の配備・全軍の再編成による戦力投射能力の強化・潜航水母の建造による戦略艦隊の整備など
陸軍
陸龍や陸竜、自動人形や戦闘車両で構成される
海軍
海龍や海竜、戦闘艦艇で構成される。イズモ海軍を仮想敵にしている
戦艦や戦龍母艦、巡洋艦や駆逐艦で構成された連合艦隊を有する。また海軍陸戦師団による上陸戦能力、水龍による水中戦略部隊を有する
空軍
飛龍や飛竜で構成される。制空能力・投射火力量など空軍として世界最高水準を誇り、また各種輸送騎による膨大な兵站能力は皇国軍の世界規模での運用展開を可能にする
龍種など力ある「空を往く者」が多くいるため、飛行機械としての航空機は未発達だったが、レクティファールの下で「機龍」の開発がスタートしている
貴族軍
貴族の私有軍。領地ごとに組織される。始原貴族軍（四龍公軍）や支持貴族軍などはこれに当たる。貴族が軍事力を保持していたことが内乱の遠因となったため、接収解体され州軍として再編成された
州軍
衛視庁と共に地方の治安維持を担うことになった地方管区軍。正規軍の下部組織
<軍階級>
元帥は各軍の総司令官として元帥府に列せられた上将で半ば名誉階級。三等兵は学生
| 将官 | 元帥     | 元帥   | 上将   | 上将   |
| 将官 | 大将     | 中将   | 少将   | 准将   |
| 佐官 | 大佐     | 中佐   | 少佐   | 准佐   |
| 尉官 | 大尉     | 中尉   | 少尉   | 准尉   |
| 曹   | 上級曹長 | 曹長   | 軍曹   | 伍長   |
| 兵   | 上等兵   | 一等兵 | 二等兵 | 三等兵 |

### その他の国家・文明
アルストロメリア民主連邦（連邦）
民主国家群のひとつ。国民主権による民主主義国家。元首は大統領。首都はアニュア。民権が強く、君主制の皇国とは何かと対立する。皇国内乱時には周辺諸国と組んで軍事介入を実施した
皇国とは大陸の覇権を凌ぎ合う間柄であるが、民間レベルでは貿易相手として身近な付き合いがあり、連邦国民にとっては良き隣人。内陸国のため外洋に出る港を欲している
神聖メルキトル王国
民主主義を掲げ蜂起したアニュア・ハイスト率いる独立軍に敗れ、皇国暦1808年に崩壊。アルストロメリア共和国となった
シェルミア共和国
民主国家群のひとつ。機人種の国家。遺失兵器である装甲機兵を有し、その操縦士適正をもつ王家がある
新生アルマダ帝国（帝国）
人間の人間による人間のための国家。元首は帝王。旧アルマダ帝国崩壊時に北方に追いやられた一部の人間種による国家で、旧帝国復活の野望を胸に日々拡大戦争を繰り返している
アルマダ大陸の三分の一強を支配し、総兵力一千万を誇る大陸随一の軍事国家。権力闘争や大貴族の腐敗で緩やかな衰退が進んでいる。一部例外を除き、人間種以外の種族は人として認められていない
大陸の北部に位置するため極度に寒冷。領土に龍脈が乏しいため魔法技術が他国と比較して遅れているが、反面魔法を用いない冶金技術・量産技術が発達している
アクィタニア王国
アルマダ帝国の冊封国のひとつ。元首は国王。帝国領としては珍しく国民に獣人などの亜人を多く有する辺境国家
帝国直轄都市ウィルマグスの陥落により、皇国と国境を接するようになる。皇国摂政とアクィタニア王国第一王女の婚約を機に皇国と交易協定を締結。それに伴い両国間で鉄道が敷設された
イズモ神州連合（八洲）
超兵器「天照」を所有する国家。元首は帝。首都は天陽。「神々の国」とも呼ばれる世界最古の国家。アルマダ大陸の東、レムリア海を介して皇国と国境を接している八つの島からなる連合国家
帝の一族は神族の血を引いており、過去にその血筋を巡って皇国と戦争した経緯もあって険悪だったが、世界情勢の変化に伴い皇国と同盟を結ぶ。箸や米食、畳に土下座・忍者などの文化をもつ
十二極天神などを信仰する多神教。天照をリバースエンジニアリングして入手した科学技術を元に建造した世界最先端の海軍を有する
パルヴァティア王国
南洋諸国のひとつ。アルマダ大陸の南、南レムリア海にある島嶼国家。首都は人工島。皇国の友好国
祖先は第一次文明の人工島を本拠地にしていた海賊。皇国勃興後にその庇護を受けて土地を開発したのが国の興り。近海で最大の貿易港を持ち、世界中へ向かう海の物流拠点となっている
マルドゥク王国
西域三国のひとつ。有翼人族の国家。トラン大陸との交易玄関口。帝国・連邦と国境を接しており、常に帝国の侵攻を受けている
内部腐敗を憂いた軍部によるクーデターが発生し、王族の多くが粛清された
統一連邦メニェル
西域三国のひとつ。都市国家の集合体
神聖グリニッド王国
西域三国のひとつ。海棲種族の国
グラッツラー伯国
中原諸国のひとつ。元首は国主。非武装中立国家。神獣イペイラポスが信仰され、その守護を受けている。伯都で発生した大規模災害とその復興を経て、皇王に妃を送るなど皇国との関係が強まりつつある
自由騎士国ガイエンルツヴィテ
中原諸国のひとつ。元首は国王。武を重んじ、傭兵派遣により外貨を獲得している小国
アルバンライツ騎士国
皇国の北東、アルマダ大陸東岸に位置するヴェストーレ半島の国家群のひとつ。元首は大公
旧帝国時代、中央の腐敗を憂いていた辺境騎士団のひとつが、初代皇王と協力関係を結んで中央に反旗を翻したことが興り。共に独立戦争を戦った皇国の最も古い同盟国
統一帝国エリュシオン
世界最大級の超大国。エリュシオンとオルコスの両大陸を治める。国力はアルマダ大陸合計の7倍
秘匿艦隊を用いて各地で不正規戦を展開している。パルヴァティア王国近海での元皇国貴族による海賊事件でも裏で糸を引いていた
ウォーリム教国
大神バムハムートを信仰する一神教の超大国。元首は神帝。北ウォーリムと南ウォーリムの両大陸を治める。国力はアルマダ大陸合計の5倍。20年前まで南北で千年戦争をしていた
多神教のイズモ神州連合とは犬猿の仲で、近年は外征艦隊を建造しイズモの南方植民地に手を伸ばしつつある
トラン大同盟
アルマダ大陸西方の別大陸にある、数十カ国による大同盟国家
旧アルマダ帝国
第一次文明興亡の後、アルマダ大陸を支配していた人間種の国家。新生アルマダ帝国と区別するため、こちらは「旧帝国」と呼ばれる
内部腐敗や人間族至上主義から来た幻想種族の独立運動により内戦となり、最終的に新型概念兵器の暴走によって帝都が消滅し崩壊した。
第一次文明ほどではないが、人形種の生産や概念兵器の開発、天照に対抗するための飛行機械を生産するなど、優れた科学・魔法国家だった
第一次文明
かつて存在した惑星規模の文明。軌道エレベーターや人工衛星など高度な技術力を誇ったが、何らかの原因で滅亡した。その名残が遺跡という形で世界各地に残っている。中にはまだ稼働中の施設や人工衛星があり、地中深くから発掘される遺産もある。
「caution」や「brynhild」などアルファベットを使用した痕跡が残り、「古代語」を使用していた謎多き文明（古代語とアルファベットの因果関係は不明）
帝政アルトデステニア
現代から千年の後のアルトデステニア皇国。皇国の頃から研究されていた「機龍」を実用化し、十全の能力を発揮できるようになった皇剣の下で超大国として君臨する
汎惑星戦争において他の超大国を圧倒した。紀年法は皇国暦から「統一暦」に変わっている

## 種族
この世界の知的生命体は多岐にわたる。作中の惑星を起源にもつ者（例：竜族）、四界からの移住者（例：龍族）、異次元からの難民（例：月エルフ・原初エルフ）など、発祥からして異なる種族が暮らしている
作中でヒトと言えば「知恵ある者」を指し、幻影種でも人間種に近い姿をもつ種族はその多くが種族の壁を越えて交配が可能である（その場合子は混血種と呼ばれ寿命以外は人間種に近くなる）
なお、世界一多くの種族が生活する皇国において一般的な国民と認められる条件のひとつが「知能があり、何らかの手段で意思疎通ができる意識をもつ」者であり、それを満たさない触腕種などでも二種国民として登録されている
（種族毎の「寿命」「能力」「出生率」などの違いにより、政略結婚を含めて多重婚が珍しくない社会文化がある）
なお、非知的生命体としていわゆるペットの動物や、この世界における害獣にあたる魔獣は含まない
この世界の分類階級は、「種」が上位・「族」が下位。
人間種
いわゆる人間。他種族に比べると短命で最も能力が低いが、短命ゆえの繁殖力で最多の個体数を誇る。縹渺世界では力ある知的生命体が多くいるため、地球とは違いヒエラルキーの頂点ではない
人形種
旧アルマダ帝国により開発された人造人間種。人の形をした種
人間種を元に多種族の因子を組み合わせ、力ある他種族にある程度対抗する能力を得た。初期型と後期量産型があり、能力に差がある。旧帝国の崩壊により、生殖能力をもっていた以下5種族を除き絶滅した
機人族
機械の制御に長ける種族。理路整然とした思考や反射能力に優れ、その特性から装甲機兵や自動人形の管制官に適正がある。反面情緒に乏しく、あまり融通が利かない
牙人族
獣の因子を加え、闘争本能を増幅させた種族
翼人族
翼をもち、飛行能力をもつ種族
水人族
水生種族の因子を加え、水中での戦いに特化した種族
龍人族
龍族の天敵となるべく生産された種族。「龍殺し」とも呼ばれ、龍種の活動を妨害する波長をもつ
龍爪族
発掘した研究データを元に、新生アルマダ帝国が龍人族の再現を目指して開発した種族。未完成であり、覚醒した際に生みの親であるはずの研究員を虐殺した
幻影種
人ならざる種族。その多くが人間種と比べて強大な力をもつ
龍種
人と龍の姿をもつ種族。四界からの移住者の末裔と考えられている。地龍や水龍など様々な系統があり、単に龍族といっても四龍公家それぞれまるで異なる生態をもつ
天を裂き海を割り地を穿つ力を持ち、過去に神すら喰らったことから「神殺し」とも呼ばれる。長寿である反面出生率が著しく低く、母性本能が恐ろしく強い。作中で「龍」といえば龍族を指す
騎乗の契約
女性の龍族が、生涯の伴侶と結ぶ契約儀式。男性とは違い、女性の龍族が「背を許す（騎龍になる・交配する）」のは長い生涯においてただひとり
竜種
人語を解し念話によって意思疎通も出来るが、龍族と違って人の姿を取ることは出来ない種。銀竜など。作中で「竜」といえば竜族を指す
幻想種
氷狼族
人と狼の姿をもつ種族。極寒の白狼山脈と天狼山脈に住む。雪山である限り地の利を生かし龍族にも引けを取らない。個体差はあるものの、他種族には排他的。白狼山脈族と天狼山脈族に分かれる
亜人種
人間種に近い容姿をもつ種族。巨人族や獣人族など
精霊種
エルフ族
いわゆるエルフ。ダークエルフ族とは天敵関係
ダークエルフ族
いわゆるダークエルフ。褐色の肌をもつ
妖精種
いわゆる妖精。小柄の体格で翅をもつ。生命的な寿命はほぼ無限だが生に飽きたら消滅する
神族
神代と呼ばれる遥か太古の時代、肉体を得て生きる道を選んだ神々の末裔
天族
いわゆる天使。魔族とは天敵関係
魔族
いわゆる悪魔
夢魔族
皇国独立戦争より前から初代皇王に協力したことから、皇国の吸精系魔族の中でも一大勢力を誇る種族。常に皇王の血統を一族に取り入れる事を望み、その特権が認められている
超越種
この世界の理から外れた者たちの総称。四界からこの世界に初めて降り立った四頭の「始祖龍」など
始祖龍は四龍家の祖先。現在も存命であり、深海を海底散歩・恒星にケンカを売りに行く・年に一度の隕石迎撃など気ままに暮らしている。一〇〇時間戦争の際も参集した

## 用語

### 一般
縹渺世界（うつろいゆくせかい）
物語の舞台。泡のように点在する多次元世界のひとつ、7つの大陸と9つの月（内いくつかは人工衛星）をもつ地球型惑星
地中の「龍脈」から放出される「粒体魔素」と呼ばれる魔力の源があり、科学と並んで「魔法」が存在する。リリスフィールにより「誰かに創られた世界」であると示唆される（巨神デステシアの項も参照）
暦
1日が24に分割されて、更に60に分割されている。時間の物理単位は秒。1年は48ヶ月で、白・蒼・紅・黒の各12ヶ月で構成されている
皇国では紀年法として独自に「皇国暦」を採用している。建国を元年とし、レクティファール転移時点で2009年、戴冠は翌2010年
| 1年                   | 1年                   | 1年                   | 1年                   |
| --------------------- | --------------------- | --------------------- | --------------------- |
| 白の第1月〜白の第12月 | 蒼の第1月〜蒼の第12月 | 紅の第1月〜紅の第12月 | 黒の第1月〜黒の第12月 |
単位系
二点間の長さの量をはかる単位として「メイテル」が使われている。倍量の接頭辞が「サンチ」や「キロ」など、史実の国際単位系のセンチやメートルと似ているが、同じかどうかは不明
また船の速さをはかる単位として史実のノットに似た「ノルツ」が、質量をはかる単位として史実のグラムに似た「グルーム」が使われている
アルマダ大陸
皇国や帝国、連邦などの国家がある大陸。オーストラリア大陸を南北逆さにしたような形をしている。第一次文明の遺構が多く残る
オルコス大陸
アルマダ大陸西方のトラン大陸のさらに西、天聖洋の先にある統一帝國エリュシオンのさらに向こう側の大霊海にある大陸
アルマダ大陸と同じく国家が乱立する群雄割拠状態だったが、エリュシオンの侵攻により征服された
暗黒大陸
幻影種たちの棲む未開の大陸。環境異常が常に発生している。過去に異次元からの軍勢の侵攻を受け、撃破作戦の影響で大陸の一部が海に沈んでいる
なお、同様に当時最大の衛星「ルイナ」へ侵攻を受けた際は、衛星そのものを破砕することで撃退している
四界
天界（あらゆる精神の源泉）・魔界（普遍的な力の源泉）・精霊界（総ての物質の源泉）・冥界（総てが還る先である無の源泉）の総称。近しい積層世界としてこの世界に影響を及ぼしている
皇国は、皇剣や四界神殿などを通じて四界の主と直接交流がある数少ない国家
貴族
封建制の各国家に多く存在する支配階級。皇国にも存在するが、皇王の下で万民平等なため一般民と身分が同じ（ただし責任が違う）
商会
この世界の民間企業。商店のような小さなものから大規模財閥まで多岐にわたる
宿命因子
人形種に組み込まれている、人間種を守る因子。世代を重ねる毎に弱くなる
服従因子
人形種に組み込まれている、人間種に対する反抗防止因子。世代を重ねる毎に弱くなる
最上位命令（インペリウム）
人形種の中でも特に機人族に組み込まれている絶対服従因子。作中で命令権限をもつのは皇剣
魔導炉
この世界の発電動機。電気の代わりに「魔力」が存在する世界の社会インフラを支える（電線の代わりに魔力伝送線がある）
燃料供給（精製）の方式によって、龍脈精製式と大気中粒体魔素精製式に、またその規模によって車載型・艦載型・都市型などに分類される
大規模なものを誤った使い方をした場合、空間相転移を起こし広域無差別制圧兵器と化す
魔珠石（魔導珠）
龍脈から出る魔力を吸収し変質した鉱物。純度の低いものは暖房用や火薬として、高いものは回路を刻んで魔動機械などに利用される
その中でも基本的な魔石である白珠石（クリスタル）黒珠石（オブシディアン）蒼珠石（サファイア）紅珠石（ルビー）の4つを「四大魔珠」または「四色魔導珠」と呼ぶ。
アームレア
アルマダ大陸で一般的な卓上ゲーム。遊技盤の上で攻め手と守り手に分かれて駒を動かし砦の攻防を競う。史実の将棋やチェスに似たゲーム
大陸安全保障会議
アルマダ大陸の二六カ国による国際組織。レクティファールが音頭を取り、大陸西域の安定化とそれに伴う経済発展を目標に設置された。大陸と銘打ってはいるものの大陸最大国家である帝国は参加しておらず、実質的には反帝国陣営が結集した安全保障同盟
黒色の空事件
皇国暦2009年にグラッツラー伯国で発生した大規模魔法災害。新式の召還術式が伯都で展開され、多数召還された冥界の生物「腐敗蟲」により、空が黒色に見えた事からそう呼ばれる
世捨て人となった帝国の天才魔導学者が、独自開発した召還装置を起動させたことが原因。腐敗蟲は最終的にレクティファール率いる皇国近衛軍とガイエンルツヴィテ傭兵により駆除されたものの、それまでに当時の伯都総人口の3割が死傷した
一〇〇時間戦争
皇国暦2010年に異世界からの軍勢が皇国に突如侵攻し、それを迎え撃つ皇国軍との間に発生した戦争
グラオン基地が玉砕するも、稼ぎ出した時間で陸軍西方総軍を中心に海軍第二第六第八艦隊から戦隊単位・海軍陸戦師団・近衛陸軍の重装機動旅団二個と、近衛航空騎四個航空隊などが展開。総兵力六一〇〇〇で迎え撃った
大陸間弾道砲などの戦略兵器の投入、巨神デステシア巨神ヘイパスの援軍もあって撃滅に成功。マリアとの殴り合いによりリリスフィールも降り皇国軍の勝利に終わった
星船の墓場
惑星の公転軌道上にある特定の宙域。過去に異次元から転移したものの、転移の衝撃で搭乗員が全滅した宇宙船団が漂流している
宇宙船は無人だが主機はまだ稼動していて、一年に一度その宙域近傍を通る際、主機出力が惑星の引力に負けた艦が地表へと墜落し流れ星となる。燃え尽きないものは始祖龍によって迎撃されている

### 皇国
白
白い髪の英雄が建国したことから、完全な白髪の者は「白」と呼ばれ特別な意味をもち、出自に関わらず皇位継承権が与えられる
魔力は伝達効率の良い髪に多く流れる為に、その人の特性に従って髪に色が現れるので、完全に白い髪は魔法学理論上存在しないと言われている。加齢による白髪化とは異なる
因果として四界の主が選定している。
皇剣
現存する唯一の概念兵器。皇国の象徴。重力制御・次元展開を可能とする武器であり、また世界最高の演算能力・感情制御や並列思考・永遠の記録まで可能とする最高の頭脳
剣の形をしているが、継承されると継承者と完全に一体化する一種のナノマシン
元は旧アルマダ帝国が劣勢逆転の切り札として開発していたが、初代皇王が奪取。後に初代四龍公となる龍族たちの目を使い、四界の主の協力により皇剣として完成した。そのため四界の力を得て稼動する
普段は33のリミッターで能力を抑えていて、その内5つを解放すると龍族と同等になる。すべてを解放すれば世界すら破壊できると考えられている
巫女姫
皇王崩御から次期皇王へ継承の儀までの間、皇剣にまつわる四界の力を一時預かりする四界神殿の巫女。継承の儀を直に執り行う司祭でもある
継承の儀
「白」に皇剣を継承させる儀式。皇剣が体内に入り肉体改造をして一体化する。儀式というより試練であり、適正がありながら儀式に耐えられず適合できなかった「白」がこれまでに23名死亡している
支持貴族 <叛乱貴族>
皇国貴族の内、今上皇王（無名皇）を支持した貴族勢力。皇都を占拠して横暴を極めた。その多くが皇都奪還戦の際に死亡し、生き残った者も取り潰された
始原貴族
皇国貴族の内、建国時からの由緒ある貴族勢力の通称。「白」でない無名皇を皇王と認めず反旗を翻した
四公爵家
初代皇王に皇国守護を約定した龍族の公爵家。白龍リンドヴルム・黒龍ニーズヘッグ・紅龍スヴァローグ・蒼龍レヴィアタンの四家。皇国貴族の中でも別格
アルカディス湖
周囲三〇〇〇キロメイテルに達する巨大な湖。東西に長い南に膨らんだ弦月形。ライヒェトゥーム運河により外洋と繋がっている
イクシード
皇国首都。「皇都」と呼ばれる。アルカディス湖畔にあるアテルマ島に築城された自己完結型の城塞都市。三本の橋で西のミラ平原と繋がっている
星天宮（ダイヤモンドパレス）
皇王の住まう城。皇都面積の半分ほどを占め、敷地内の移動に専用の列車や魔道車が必要なほど広い
政府官庁の分庁・近衛軍総司令部・史実のペンタゴンより巨大な六角形の後宮・離宮や迎賓館などがあり、工事開始から2000年経った現代でも建築が続いている。皇都で最も高い五二〇メイテルの尖塔が特徴
リンドヴルム
白龍公リンドヴルム家の公都。皇都の副都心
ニーズヘッグ
黒龍公ニーズヘッグ家の公都。重工業都市
スヴァローグ
紅龍公スヴァローグ家の公都。森林都市
ペイファル
蒼龍公レヴィアタン家の公都。沿岸貿易都市
四界神殿（宗教）
名目上の皇国の国教（皇国は宗教の自由が認められている）歴代皇王と四界の王や帝を祀っている。「大戒律」と呼ばれる政治への不干渉の原則がある
聖都セオコトス
四界神殿の総本山が有る教団都市。継承の儀が行われる聖地
ミストラル＝ヘルメ大神殿
セオコトスにある大神殿。エルメイレ山頂に位置する四界神殿の本部
パラティオン要塞
皇国の北、帝国との国境に構築された防壁要塞。物語開始時点での皇国北方最終防衛線。白狼山脈と天狼山脈を扼する三線防壁とその北側の塹壕線からなる。龍虎戦役の終盤、ムジョルニアの砲撃により大きな被害を受けた
ヴァーミッテ
パラティオン要塞の南にある皇国の都市。要塞の後方支援を担う
ウィルマグス
パラティオン要塞の北にある帝国の都市。帝国のパラティオン要塞攻略の策源地。ガラハ率いる別働隊によって占領され、停戦交渉の結果皇国領となった
ノールトヴェンツェル辺境伯領
新たに皇国領土となった旧帝国領3郡の内、ウィルマグスを除いた領地。領主は北方国境守備軍の指揮権をもつ
マルセナル海軍工廠
皇国三大海軍工廠のひとつ
機甲乙女騎士団
皇国近衛軍第一特別護衛旅団の通称。後宮警護を担当する、戦闘力も美貌も皇国全軍最強の精鋭部隊。その実力は生身で同数の自動人形部隊を撃破するほど
後宮警護という任務上、団員は全員が処女。後宮の侍女も兼ねている。階級呼称は軍階級の前に「侍女」が付く。全軍の中で唯一降伏を許されていない、皇王の最後の剣であり最後の盾
乙女騎士の円舞
機甲乙女騎士団団員の戦闘を評した言葉。騎士団員は乙女騎士とも呼ばれ、その剣術は舞を舞うかのように洗練された舞闘で近衛軍兵士に恐れられている
千年掛けて磨き上げられた戦闘芸術であり、年始にはこの舞を皇王に献上している
月影騎士団
皇王直轄の不正規戦部隊のひとつ。皇国の暗部。亜空間潜行能力を持つ魔動式甲冑を装備し、錬金金属<無光鋼>の刀を振るう。皇王の影の中に潜み警護している。
皇立葬礼志士団　（インペリア・ベシュタ）
皇王直轄の不正規戦部隊のひとつ。皇国の暗部。とある事件でレクティファールに召抱えられた元セノディア王国騎士たち
皇都週報
2000年の歴史をもつ皇国最古の週刊新聞。数多の皇国系新聞の祖となった由緒正しい高級紙で、絶対中立主義で鋭い分析や記述に定評がある
創刊号は、初代皇王と皇妃の婚礼の儀の記念写真付き一面記事だった。レクティファールも愛読している
皇国騎士学校
皇国の士官候補生学校。学科が分かれており、騎兵科は指揮官養成科。現役士官も編入できる
ミラ平原事変
皇国内乱の終盤に発生した戦闘。皇都防衛戦線で始原貴族軍とにらみ合っていた連合軍に、謎の武装勢力が奇襲攻撃を仕掛けたことで発生した
レクティファール率いる摂政軍の奇襲により支持貴族軍と連邦軍は撃破され、鎮定された
龍虎戦役
皇国と帝国の間に発生した、パラディオン要塞を巡る攻防戦
攻城砲ムジョルニアの援護の下でグロリア率いる帝国第三軍が侵攻したが、皇国軍の逆襲によりウィルマグスを含む周辺領土3郡を失陥し、皇国の大勝利に終わった
銀星祭
いわゆるクリスマス。イズモの戦艦天照のデータベースに残っていた「家族で銀色の星を飾った針葉樹を囲んで団欒する行事」が起源
黒衣の仮面団
銀星祭の夜に皇都で「恋人狩り」をする集団。仮面を被った独身の貴族子弟600名ほどで編成され、カップルの男性の股間に「とても冷えた金貨」を直に押し付け祝福する。初代皇王が陣頭指揮を執ったことが起源とされる
グラオン基地
皇国の西方輸送拠点。一〇〇時間戦争において異世界からの軍勢の襲撃を受けた
軍勢の出現地点に近すぎたため撤退できず、民間人を避難させるための囮として軍勢を迎撃した。最後には「陸津波」に飲み込まれ、基地の魔導炉を暴走させ敵軍ごと自爆、玉砕した

### 兵器
超兵器
強大な力を有する兵器群。旧アルマダ帝国や第一次文明の遺物、異世界からの転移物など、その多くが現代の技術では生産出来ない。現存するものとして概念兵器や天照の他、「天象兵器」などがある。なお戦略級魔法や大陸間弾道砲のような、現代でも生産出来る兵器は含まない
概念兵器
この世の概念すら変えることが出来ると言われる兵器。旧アルマダ帝国が劣勢逆転の切り札として開発していたが、初代皇王により奪取され後の皇剣となった
その後旧帝国は皇剣をも上回る概念兵器を開発しようとしたが、研究資料の破壊工作や魔導技術と相性の悪い天照の遺失技術の取り入れたことで不安定なものとなった。最後には暴走し帝都を巻き添えに消滅。現在は皇剣が唯一残るのみ
天照（あまてらす）
数千年前に、魔法の介在しない異世界から転移してきた宇宙戦艦。発掘戦艦・遺跡戦艦とも呼ばれる。イズモ神州連合が所有しており、帝の直系のみが制御可能。全長3000メイテル
長年リバースエンジニアリングされイズモ海軍の艦艇に応用されている。単艦で惑星をも破壊する性能をもつが、操艦方法の喪失により本来の性能を出せていない。未だ謎多き艦
装甲機兵
第一次文明と旧アルマダ帝国において、外敵から身を守るために量産された四メイテル程度の人型の二足装甲兵器。神族など力ある種族を倒し得るが、文明の崩壊により開発生産技術は失われ、現代で稼動する機体はシェルミア共和国にある1機のみ
自動人形
装甲機兵を模して現代の技術で開発された二足装甲兵器。性能は遠く及ばないが、それでも現代の陸戦兵器の覇者として君臨する。管制官と呼ばれる操縦士により遠隔操作される。管制官には反射速度など高い適正が求められる
特八八式重装型
八九式対甲螺旋掘削砲爪と六連魔装弾式収束粒子砲を装備
九〇式重近接型
拳に術式を展開しての格闘戦を得意とする。西方総軍に多く配備されている
〇九式甲 <雰影>
新開発された魔導筋繊維駆動のヒト型自動人形。「影」型のアーキタイプ。レクティファール命名。高集束魔力刃を装備し、切り離し式の機動飛翔翼を使用した立体機動戦を得意とする
亜空間経由の送受信機により、従来型よりも遠距離での遠隔操縦が可能。空挺強襲型は試〇一式多砲身機関砲を装備
〇九式乙 <霧雲>
新開発された魔導筋繊維駆動のネコ型自動人形。「雲」型のアーキタイプ。ヘスティ命名。四足歩行。試験中に暴走事故を起こした
長船改
イズモの自動人形。近接戦闘を重視した機体で夜襲と森林山岳戦を得意とする。空気抵抗や慣性で姿勢制御するための突起が多く、イズモ武者の甲冑姿に似ている
魔導兵器
魔法を用いた兵器の総称。野砲や艦砲などの投射兵器、ボディーアーマーとして身に纏う魔導式甲冑、果ては拳に展開して殴りあう術式など、広く利用されている
魔導防御を施せない小型の戦車など物理兵器は主力の座から転がり落ち、兵員輸送車などが後方で利用されている（魔術攻撃手段をもたない砲は魔術防御を撃ち抜けず、魔術防御をもたない兵器は魔法の前に無力）
火砲は存在するものの、術式を書き込むスペースが必要な為、銃弾よりも矢のような一見旧式の武具と相性が良い（野砲艦砲は実体弾に強化術式を刻んで発射する）
例えば、皇国では連射式の弩が歩兵の携行火器であり、その発射機構や矢弾に魔術式が刻まれている。一般に「物」といえば物理科学、「魔」といえば魔導を指す
空中管制騎
戦域を滞空し、航空部隊の指揮管制を行う大型騎。大型の龍種が管制官の乗った設備を牽吊する
統合戦術管制騎
戦域を滞空し、各軍部隊からの情報を一括して受け取り統合して指揮所に送る大型騎。恐ろしく高価なため、皇国でも僅か四騎しか配備されていない
超高高度戦略偵察騎
いわゆる偵察機と電子戦機の合いの子。高空から通信傍受などの偵察任務を行う。非常に高価。皇国は一個飛行隊十六騎を有する
ムジョルニア（雷霆）
帝国の対パラティオン要塞突破用巨大攻城砲。固定砲台であり、ウィルマグス近郊に設置された。全長一二〇メイテルで、その外観はシャンデリア (架空の兵器)に似ている
龍虎戦役における帝国の切り札だったが、本格的な成果を出す前にガラハ率いる別働隊によって破壊された。砲の魔導炉には龍眼が生体部品として使われていた
超重金属砲弾発射用大陸間弾道砲 <オリガ>
地対地大陸間弾道砲。26年前の帝国軍侵攻を発端に開発が始まった長距離砲の、5番目の試作砲。全長四八〇メイテル、一門あたり四〇〇〇〇トン。大重量を軽減するために重量軽減術式を搭載している
一〇〇時間戦争に際し、連装タイプを黒龍公アナスターシャが背負って運用した。アナスターシャ＝レクティファール重工業製
要塞都市防衛型換装式重装甲列車機構
皇都イクシードなど大都市防衛の一角を担う対地対艦対空列車砲。要塞都市を走る様々な編成の車両で構成される
皇都に配備された装甲列車機構のうち、もっとも巨大な三編成を「メガセリウム」と呼ぶ。一〇〇時間戦争終盤では五二サンチ三連装魔導砲の編成でリリスフィールを迎え撃った
カイマルク級重戦艦
皇国海軍の旗艦級艦艇。双胴の重戦艦。全長三三二メイテルの巨体。同級にロスト・コード、イディアールがある
なおこの世界の戦艦の分類として、物・魔双方の主砲を積載する戦艦を「重戦艦」、どちらか片方のものを「軽戦艦」と呼ぶ。排水量には因らない
イグ＝ゼノリウム・レクティファール
レクティファールの御座艦。カイマルク級後期型をさらに指揮能力強化した新造艦で、皇国海軍・近衛海軍の総旗艦。軍での形式はカイマルク級後期型の9番艦
戴冠式の礼砲儀礼艦として間に合わせるために延べ3万人のボランティアが押しかけ、昼夜問わずの突貫工事が行われた
ロッヅフリーゲ級重戦艦
カルマイク級と同時期に設計された、より速力を重視した重戦艦。完全防御方式の魔導防壁、集中防御方式の装甲板を採用している。同級にアフトフリーゲ、デアフリーゲがある
グルカシア級重戦艦
三胴の高速艦。各国重戦艦の中では最も排水量が小さいため、破格の速力と航続距離をもつ。同級のアンガツは第一次南洋諸島沖海戦で旗艦を務めた
黒姫
イズモの最新鋭重戦艦。三胴の高速艦。真子の輿入れに際し御召艦として皇国に引き渡された
アポルウォーン
統一帝國エリュシオンの特装重戦艦で、秘匿艦隊旗艦。十キロメイテルもの射程をもつ艦首特装波動砲が特徴。ステルス性を考慮した傾斜装甲をもち、魚雷発射管まで有する大型艦
逃亡艦隊を督戦し奇襲攻撃を仕掛けるも、レムリア海海戦でレクティファールに輪切りにされ轟沈した
シュレッケイン級軽戦艦
軽戦艦。実体弾を発射する物の砲と比べると軽量の魔導砲を搭載しているので、戦艦としては世界最速の三八ノルツを発揮可能な超高速艦。同級にローイエがある
アンジェ級正規戦母
主力級戦龍母艦のひとつ。戦龍母艦とはいわゆる航空母艦。超長距離探測儀や着艦誘導装置・カタパルトを備えた、飛龍や飛竜たちの海上母艦
フォーゲル級正規戦母
主力級戦龍母艦のひとつ。全長三三三メイテルの双胴艦で、船体の基本設計はカルマイク級に準じている。同級にアルバトロス、シュペリングがある
ゼロイバー級水龍母艦
いわゆる潜水母艦。水龍たちの水上母艦。世界最強の座を守り続けている水龍たちの母艦のひとつ
ベルディファー級潜水航行型水龍母艦
「潜航水母」と呼ばれる戦略潜水艦で、水龍たちの水中母艦。全長二〇〇メイテルに達する海中要塞。超大国に艦隊戦力で劣る皇国の切り札として建造された戦略艦のひとつ
軍務院海軍総局艦政本部第九〇三三六号制式設計案に基づきノストバーン海軍工廠で起工。食料栽培施設から有機分解施設まで備え、半年間もの作戦行動能力をもつ
セフィリア
戦龍巡洋艦。アンジェ級正規戦母にも匹敵する情報管制能力により艦隊防空を担う。マルドゥク王国のクーデターに際し派遣された遣西艦隊の旗艦を務めた
ヒッツシュライアー級突撃駆逐艦
艦首に魔導弾殻生成型超重加速砲を搭載した三胴の駆逐艦。大出力魔導障壁を搭載した重戦艦を撃沈するため建造された。ポッド型推進器を二基搭載し、高機動の格闘戦を得意とする
雷装駆逐艦
対魔導障壁用魚型機雷を搭載した駆逐艦。大出力魔導障壁を搭載した重戦艦を撃沈するため建造された
brynhild0001
衛星軌道に浮かぶ第一次文明の人工衛星。現代でもまだ稼動していて、レクティファールの戴冠式と同時に行われた十二妃との婚姻の儀において、祝福するルキーティがアクセスして流れ星を発生させた

## 既刊一覧

### 単行本
白沢戌亥（著）・マグチモ（イラスト） 『白の皇国物語』 アルファポリス、既刊20巻（2018年1月30日現在）
| 巻数 | 初版発行日     | ISBN              |
| ---- | -------------- | ----------------- |
| 1    | 2011年7月15日  | 978-4-434-15772-1 |
| 2    | 2011年10月31日 | 978-4-434-16021-9 |
| 3    | 2012年2月1日   | 978-4-434-16407-1 |
| 4    | 2012年4月30日  | 978-4-434-16614-3 |
| 5    | 2012年7月31日  | 978-4-434-16930-4 |
| 6    | 2012年10月31日 | 978-4-434-17276-2 |
| 7    | 2013年1月31日  | 978-4-434-17598-5 |
| 8    | 2013年4月30日  | 978-4-434-17881-8 |
| 9    | 2013年8月31日  | 978-4-434-18271-6 |
| 10   | 2013年12月31日 | 978-4-434-18705-6 |
| 11   | 2014年4月30日  | 978-4-434-19223-4 |
| 12   | 2014年8月31日  | 978-4-434-19635-5 |
| 13   | 2014年12月31日 | 978-4-434-20136-3 |
| 14   | 2015年6月30日  | 978-4-434-20768-6 |
| 15   | 2015年11月30日 | 978-4-434-21233-8 |
| 16   | 2016年3月30日  | 978-4-434-21807-1 |
| 17   | 2016年8月31日  | 978-4-434-22242-9 |
| 18   | 2017年2月25日  | 978-4-434-23032-5 |
| 19   | 2017年8月30日  | 978-4-434-23716-4 |
| 20   | 2018年1月30日  | 978-4-434-24199-4 |

### 文庫
白沢戌亥（著）・マグチモ（イラスト） 『白の皇国物語』 アルファポリス〈アルファライト文庫〉、既刊14巻（2018年3月23日現在）
| 巻数 | 初版発行日     | ISBN              |
| ---- | -------------- | ----------------- |
| 1    | 2014年6月20日  | 978-4-434-19307-1 |
| 2    | 2014年8月25日  | 978-4-434-19519-8 |
| 3    | 2014年10月24日 | 978-4-434-19659-1 |
| 4    | 2015年1月5日   | 978-4-434-19953-0 |
| 5    | 2015年2月27日  | 978-4-434-20207-0 |
| 6    | 2015年4月24日  | 978-4-434-20395-4 |
| 7    | 2015年10月23日 | 978-4-434-21049-5 |
| 8    | 2015年12月25日 | 978-4-434-21291-8 |
| 9    | 2016年2月26日  | 978-4-434-21596-4 |
| 10   | 2016年8月26日  | 978-4-434-22245-0 |
| 11   | 2017年2月24日  | 978-4-434-22882-7 |
| 12   | 2017年7月21日  | 978-4-434-23466-8 |
| 13   | 2017年11月24日 | 978-4-434-23865-9 |
| 14   | 2018年3月23日  | 978-4-434-24322-6 |

### 漫画
白沢戌亥（原作）・二まーゆ（作画） 『白の皇国物語』 アルファポリス〈アルファポリスCOMICS〉、全8巻
| 巻数 | 初版発行日     | ISBN              |
| ---- | -------------- | ----------------- |
| 1    | 2013年12月31日 | 978-4-434-18585-4 |
| 2    | 2014年8月31日  | 978-4-434-19509-9 |
| 3    | 2015年6月30日  | 978-4-434-20649-8 |
| 4    | 2016年2月29日  | 978-4-434-21567-4 |
| 5    | 2016年11月30日 | 978-4-434-22528-4 |
| 6    | 2017年9月30日  | 978-4-434-23692-1 |
| 7    | 2018年6月30日  | 978-4-434-23692-1 |
| 8    | 2019年3月31日  | 978-4-434-25718-6 |